# Очима (пісня)
«Очима» — пісня української співачки Джамали, що вийшла як перший сингл на підтримку нового альбому співачки «Подих», реліз якого відбувся восени 2015 року. Музика і слова написані самою співачкою. Реліз пісні відбувся 26 березня 2015 року в iTunes.

## Опис
Пісня Очима — авторська композиція, у ній Джамала зачіпає теми відносин між чоловіком і жінкою, Батьківщини і пошуку шляху додому.
«У кожної книги є перша глава. Очима — це перша глава мого нового альбому. Вона лише відкриває завісу таємниці, готує вас до нової порції моїх роздумів і переживань і на тему стосунків між чоловіком і жінкою, і про Батьківщину, і про пошук шляху додому.»
За словами співачки, вона написала цю пісню, надихнувшись виключно «чоловічою» музикою — Marvin Gaye, Paolo Nutini, Ben Howard, Jungle Jackson.

## Учасники запису
- Сусана Джамаладінова — автор музики і тексту, вокал, бек-вокал